# Forcipomyia guangdongensis
Forcipomyia guangdongensis är en tvåvingeart som beskrevs av Liu , Yan, Liu, Hao, Liu och Yu 2001. Forcipomyia guangdongensis ingår i släktet Forcipomyia och familjen svidknott.
Artens utbredningsområde är Guangdong (Kina). Inga underarter finns listade i Catalogue of Life.